# Casa al carrer Sant Antoni, 53 (Valls)
La Casa al carrer Sant Antoni, 53 és una obra eclèctica de Valls (Alt Camp) inclosa a l'Inventari del Patrimoni Arquitectònic de Catalunya.

## Descripció
Casa entre mitgeres, que consta de baixos comercials, entresòl i tres plantes més. Hi ha dos obertures per a cada planta. A l'entresòl, hi ha un balcó amb una mica de voladís, que està emmarcat per uns muntants i per una llinda rebaixada petris.
A la primera i segona plantes hi ha dos balcons. Els del primer pis custodien una plaça commemorativa en record del bisbe pare Palau, nascut en aquesta casa; Anton Palau i Termens, 27.07.1808/08.07.1882.- A la tercera planta, hi ha dues finestres. La façana queda rematada per una petita cornisa. També hi ha una cornisa en cadascuna de les plantes de l'edificació, l'immoble pot datar-se a inicis del segle xx.

## Història
Antoni Palau i Térmens fou bisbe de Vic i de Barcelona. La seva enorme rellevància feu que els vallencs li atorguessin l'honor de figurar a la Galeria del Vallencs Il·lustres, el 1891. El 1901 es col·locà la placa recordatoria esmentada a la façana de la casa que el va veure néixer, situada davant de l'església de Sant Antoni.